# Filippo (Alfieri)
Filippo è una tragedia ideata nel 1775 da Vittorio Alfieri e pubblicata nel 1783, dopo una lunga serie di travagliate revisioni e ritocchi da parte dell'autore, che ne ridussero la mole da oltre 2000 a meno di 1400 versi.
È spesso ricordata come la prima tragedia dell'Alfieri poiché la Cleopatraccia, il suo primo componimento teatrale, venne da lui ripudiato. La necessità di riduzione del testo è data dall'innovazione, che nel teatro alfieriano prende forma, della tragedia "repentina e veloce", che si oppone alla ormai stanca ripetizione delle melodrammatiche tragedie classiciste francesi. Nella forma drammatica, tuttavia, l'opera risente ancora del retaggio delle convenzioni teatrali che imponevano schemi drammaturgici prestabiliti.
Una tra le fonti di ispirazione dell'Alfieri per la composizione e verseggiatura del Filippo è da ravvisarsi nello scritto "Nouvelle historique de Dom Carlos" dell'abate di Saint-Réal del 1672, dove la verità storica era, al pari poi della tragedia alfieriana, mista alla rivisitazione in chiave romanzesca.
Il precedente storico era noto: Filippo II di Spagna sposò, dopo la pace di Cateau-Cambrésis del 1559, Elisabetta di Valois (Isabella, nella tragedia), che sarebbe dovuta andare in sposa al figlio Don Carlos. Nel 1568 Filippo fece imprigionare, senza svelarne pubblicamente i motivi, il figlio che, successivamente, morì in prigione: solo più tardi si seppe che, in realtà, Don Carlos aveva tentato di tramare con i rivoltosi delle Fiandre nel corso della guerra degli ottant'anni oltre che tentare il parricidio. Alcune voci vollero attribuire una storia d'amore tra Don Carlos ed Elisabetta di Valois: a queste l'Alfieri attinge per sviluppare l'intreccio drammatico sull'impossibile amore tra i due.

## Trama

### Atto primo
Carlo, figlio di Filippo II, e Isabella, sposa al re per ragioni di stato, scoprono di amarsi. La tragedia si apre nella reggia di Madrid con il lamento della regina sull'amore che nutre per l'uomo:
fuor del mio petto omai. - Consorte infida

io di Filippo, di Filippo il figlio

oso amar, io?... Ma chi 'l vede, e non l'ama?

Ardito umano cor, nobil fierezza,

sublime ingegno, e in avvenenti spoglie

bellissim'alma;...»
(Isabella, Atto I, scena I, vv. 1-7)
Il monologo di Isabella mostra come il sentimento sia denso di sensi di colpa: ella non può, infatti, amare il figlio del proprio marito, e si strugge dal dolore. Sopraggiunge Carlo, il quale altro non può che manifestare anch'egli i propri sentimenti, ma viene zittito dalla donna, che è cosciente dell'impossibile realizzazione dei desideri reciproci. Carlo palesa tutto il suo rancore verso il padre, Filippo, che inizialmente stipulò il fidanzamento tra il figlio e la principessa francese per poi romperlo e convolare con lei a nozze.
Isabella abbandona la scena chiedendo a Carlo di dimenticarsi di lei. Entra quindi Perez, dietro al quale si cela la figura del segretario di Stato Antonio Pérez, che chiede a Carlo di condividere con lui
i segreti del proprio stato d'animo. Carlo, cosciente di dovergli rivelare l'odio verso il proprio padre, lamenta la propria situazione disperata svelando il loro antagonismo, nodo centrale della tragedia: si delinea così, dalle parole dell'Infante, la figura del monarca/padre tirannico.

### Atto secondo

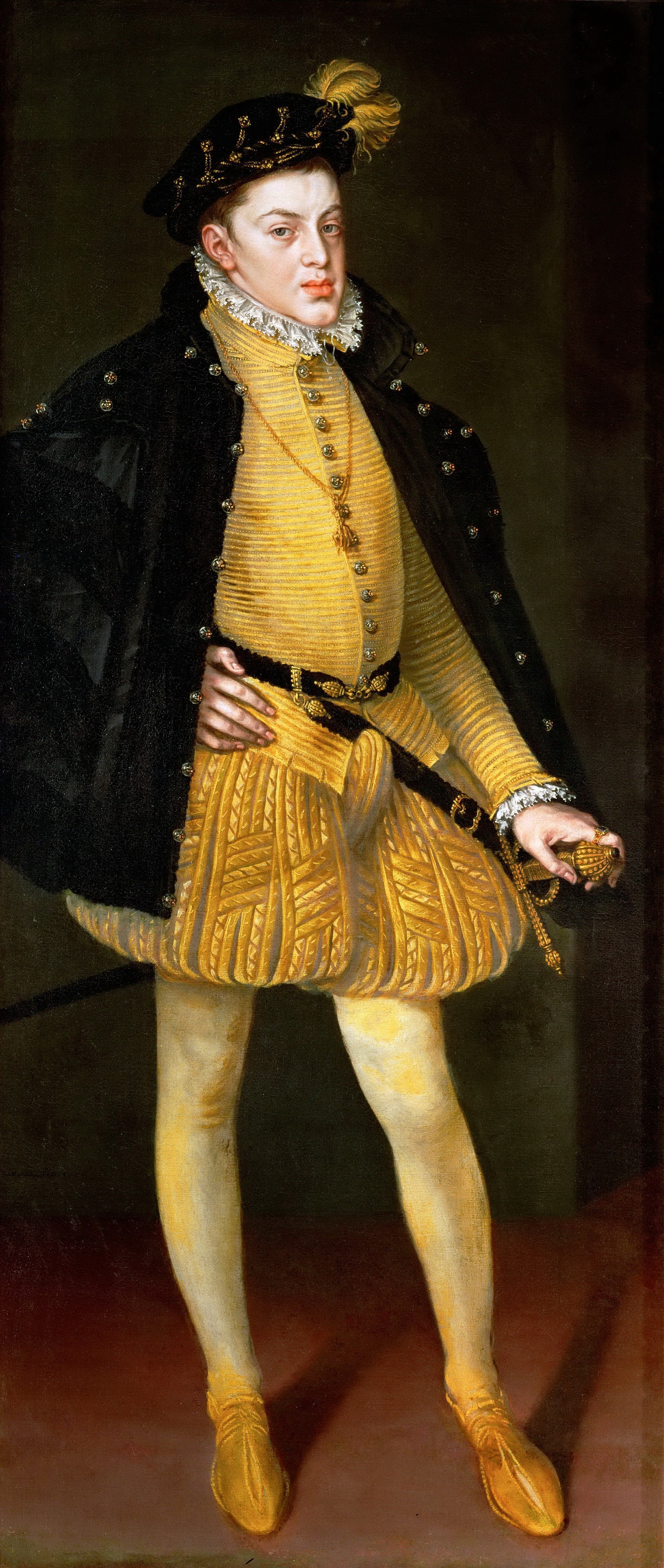
Don Carlos

Filippo, scoperto il segreto che lega la moglie al figlio, sfrutta l'occasione per sfogare il suo odio contro Carlo. Convoca dunque il fido Gomez, chiedendogli di assistere, nascosto, ad un colloquio tra lui ed Isabella: compito del servitore sarà quello di osservare con accortezza la donna, per leggerle sul volto gli eventuali segni che potranno svelare la verità sui sentimenti da lei nutriti.
Isabella sottostà titubante all'interrogatorio del monarca, che le chiede subdolamente cosa ella pensi del figlio: Filippo dichiara che Carlo trama alle sue spalle e che è giunto il momento di prendere una decisione riguardo all'eventuale punizione da destinargli. Si mostra, però, fintamente combattuto tra il dovere regale e il sentimento paterno. Isabella tenta di difendere Carlo, dichiarandosi convinta ch'egli sia innocente ed estraneo ai complotti dei quali è sospettato, ma che nessuno meglio del giovane potrà dissipare i dubbi. Filippo convoca, dinanzi a lei, Gomez ed il figlio, accusandolo di aver preso in simpatia i Fiamminghi: l'Infante si difende dicendogli che è un tiranno, che non riesce a provare pietà per i popoli a lui sottomessi.
Filippo finge di perdonare il figlio, e gli chiede di ritirarsi, come alla moglie. Rimasto solo con Gomez, esprime in pochi versi l'intuizione del reale legame che unisce i due:
Gomez: Udii.

Filippo: Vedesti?

Gomez: Io vidi.

Filippo: Oh, rabbia!
Dunque il sospetto?...

Gomez: ...È ormai certezza...

Filippo: E inulto

Filippo è ancor?

Gomez: Pensa.

Filippo: Pensai. - Mi segui.»
(Filippo e Gomez, Atto II, scena V, vv. 298-300)

### Atto terzo
A parte, Carlo redarguisce Isabella sulla linea di difesa tenuta nei suoi confronti e tenta di metterla al corrente della mancanza di pietà del padre. Filippo, nel frattempo, convoca Leonardo, Perez e Gomez in un "Consiglio di coscienza", seduta dei fidi consiglieri del sovrano nella presa di decisioni in linea con i principi religiosi. Dinanzi a loro lancia la falsa accusa di tentato parricidio da parte di Carlo, che sarebbe stato fermato da un cortigiano chiamato Rodrigo, che non appare mai in scena né più menzionato. Seppur titubanti nel dover esprimersi nei confronti di un Infante, Leonardo e Gomez asseriscono di credere nelle parole del loro monarca e, dunque, alla colpevolezza di Carlo. La scena si riempie di dialoghi che si apprestano a svariate letture: il tradimento filiale, la cecità del potere, il servilismo della religione al potere monarchico. Perez, tuttavia, invoca la pietà per evitare la condanna a morte di Carlo.
Rimasto solo, Filippo nutre odio nei confronti di Perez: difendendo Carlo, diviene ai suoi occhi un traditore della corona.

### Atto quarto
Filippo, seguito da alcuni soldati armati, arresta il figlio, assorto nei suoi pensieri, con la falsa accusa di tentato parricidio. Carlo è sorpreso, ma non tenta la difesa, esprime solo di conoscere il perché di tale azione nei suoi confronti: Filippo lo odia e questo è un modo per punirlo. Il conflitto tra i due è espresso in una serie di velenose battute, nelle quali il monarca assume un atteggiamento sdegnoso e distaccato, appellandosi all'onore ed alla ragion di stato, mentre il figlio sviscera la disaffezione nei suoi confronti, chiamandolo tiranno sanguinario. A nulla vale il pensiero di Carlo, che viene rinchiuso in prigione.
Isabella, disperata, accorre per chiedere spiegazioni e Filippo, nuovamente, insinua parole sibilline su un possibile amore tra lei e Carlo. Rimasta sola, viene raggiunta da Gomez che le reca notizia della prossima condanna a morte dell'Infante. Anch'egli, addestrato da Filippo, con sapiente retorica insinua nella mente di lei il sospetto che i suoi sentimenti siano noti. Allo stesso tempo, ammette di sapere, come tutti, che le accuse di Filippo sono false, e che nessuno dei consiglieri ha osato opporsi all'arresto di Carlo. 
Gomez afferma che le vere ragioni della condanna risiedono nell'odio nutrito dal padre verso il figlio, ritenuto quel modello di virtù che il sovrano sa invece di non essere. Gomez si dice totalmente dalla parte del principe, ma sta in realtà tendendo una trappola alla regina: Isabella, sconcertata, chiede prima al consigliere di intercedere per il perdono dell'innocente e, vista l'impotenza di Gomez, gli suggerisce di aiutare Carlo a fuggire. Gomez sarebbe anche disposto a tentare, ma si dice sicuro che l'animo altero del principe si opporrà a una fuga infamante. Isabella è però certa di riuscire a convincerlo, e prega Gomez di condurla alla prigione, chiedendogli, mentre metterà in salvo l'amato, di spianarle la strada facendo posticipare l'esecuzione della sentenza.

### Atto quinto
Carlo riflette nella sua cella sulla possibilità che l'odio estremo del padre nasca dalla consapevolezza di lui dell'amore che lega il figlio alla moglie. Isabella viene introdotta nella prigione e confessa a Carlo di aver avuto l'aiuto di Gomez. Il principe, conoscendo la natura di questi, inorridisce e rimprovera la donna, che tenta di convincerlo che il consigliere sia un uomo onesto. Carlo invoca eroicamente la morte come unica possibilità di risoluzione del dramma, implora l'amata di fuggire e le conferma di potersi fidare solo di Perez: le chiede, inoltre, di nascondere i suoi sentimenti per salvarsi la vita dalle ire di Filippo.
Il monarca, però, ha teso una trappola ed irrompe nella cella, lanciando finalmente il suo grido d'accusa: adulterio. Carlo tenta la difesa della regina, ma inutilmente: Isabella, sgomenta della rabbia di Filippo, si fa risoluta ed ammette il suo sentimento nei confronti di Carlo, vomitando odio nei confronti del sovrano, il quale afferma di non averla mai amata, e rende manifeste le vere ragioni del suo odio. L'offesa al « sacro nome » della sua consorte costituisce un peccato di lesa maestà di cui la donna e il giovane si sono macchiati: « Offeso / in me il tuo re, non il tuo amante, hai dunque », sono le parole con cui si rivolge alla moglie (Scena III, vv. 148 e 146-147).
Giunge allora Gomez, con l'annuncio della morte di Perez per volere del tiranno: ha in mano l'arma con la quale il consigliere è stato ucciso. Filippo, nella sua rabbia vendicatrice, porge il ferro a Carlo, spingendolo ad uccidersi. Eroicamente, Carlo si pugnala. Isabella viene invitata da Filippo a vivere accanto a lui colma di dolore, e solo al passare di questo morire per mano sua. Isabella, però, afferra velocemente il pugnale dell'amato togliendosi la vita, pur di non rimanere accanto ad un uomo così privo di pietà:
Isabella: ...Morir vedi...
la sposa,...e il figlio,...ambo innocenti,...ed ambo
per mano tua... - Ti sieguo, amato Carlo...

Filippo: Scorre di sangue (e di qual sangue!) un rio...
Ecco, piena vendetta orrida ottengo;...
ma, felice son io?... - Gomez, si asconda
l'atroce caso a ogni uomo. - A me la fama,
a te, se il taci, salverai la vita.»
(Atto V, scena IV, vv. 276-283)

## L'opera
L'opera si compone di cinque atti: i dialoghi sono solitamente brevi, ma intensi. In alcune scene, vi è ancora una predilezione del dialogo a scapito dell'azione, ma già si intravedono i caratteri distintivi della drammaturgia alfieriana, come la velocità di svolgimento del fatto drammatico, l'interruzione del verso a favore di un dialogo dal gusto moderno, la presenza della morte violenta in scena.
Filippo è il primo grande tiranno spietato e con sete di potere, ma ha una propria umanità perché consapevole che la ragione della sua infelicità è la solitudine di cui si circonda. Questo pensiero, tuttavia, non è espresso se non nell'ultima battuta della tragedia, nella quale Filippo si interroga se la morte che ha seminato lo abbia in qualche modo soddisfatto.
La figura di Filippo domina nell'opera, al punto che la sua sola presenza in scena proietta una sinistra ombra sugli astanti: la scelta del cattolicissimo monarca come protagonista dell'opera fu, per l'Alfieri, il pretesto per un'invettiva, dal sapore del tutto massonico, non solo contro la tirannide ma anche contro la religione, avvertita come serva del potere politico. Non a caso, del resto, Filippo oppone, agli umani argomenti di Don Carlos, la ragion di stato, schermando i suoi reali sentimenti di odio verso il figlio.
Don Carlos è il primo eroe alfieriano che trova la liberazione nella morte: secondo l'idea di rinnovamento tragico propugnato dal drammaturgo, la morte non è, però, sublimata come vuole la tradizione classicista francese, ma repentina e drammatica. Don Carlos non accompagna la scena dalla morte al dialogo, utile a smorzare i toni dell'evento tragico in scena e a sublimare nel pathos un atto estremo, ma si spegne in due soli versi, nei quali invita Isabella ad uccidersi a sua volta per liberarsi della tirannide di Filippo.
Isabella di Valois è la prima figura femminile dell'Alfieri psicologicamente complessa e contraddittoria. Inizialmente docile e di animo puro, diviene poi risoluta sovvertendo il proprio personaggio: a dispetto di precedenti morti al femminile, che soggiungono tramite avvelenamenti, ritenuti più adatti e nobili al gentil sesso poiché privi di sangue, Isabella si dà la morte con il ferro ed in maniera repentina, non dilungandosi in nessuna considerazione sul suo atto. Il suicidio, inoltre, non è utilizzato in funzione religiosa, con l'intento di sottolineare un gesto che porta alla vita eterna (e al martirio) come già il teatro barocco aveva fatto, ma come libera scelta dell'individuo e come atto liberatorio.
La morte di Don Carlos ed Isabella funge da premessa alla rappresentazione della morte violenta in scena, che il retaggio classicista aveva interdetto in nome del buon gusto: dall'esempio alfieriano, le morti violente e volontarie riempiono le scene italiane con una netta predilezione dell'azione sul dialogo.

## Edizioni
- Vittorio Alfieri, Tragedie, Sansoni, Firenze 1985.
- Vittorio Alfieri, Tragedie, Mondadori, Milano 1988. ISBN 8804308508
- Vittorio Alfieri, Tragedie, Utet, Torino 1973, 2 voll.
- Vittorio Alfieri, Tragedie, Garzanti Editore s.p.a., Milano 1989